# R.K.M & Ken-Y
R.K.M & Ken-Y är en puertoricansk reggaetonduo bildat 2003 i Gurabo i Puerto Rico. Gruppen består av rapparen José Nieves under pseudonymen R.K.M och sångaren Kenny Vázquez med artistnamnet Ken-Y. 
Deras debutalbum Masterpiece släpptes 2006 och anses vara ett av de album som populariserade reggaetongenren. Albumet certifierades 2x platinum av RIAA samma år efter att ha sålt över 400 000 kopior i USA.
Gruppen splittrades 2013 men återförenades 2017. I april 2020 avslöjade de att de arbetar på sitt fjärde studioalbum, Destiny, som väntas släppas år 2021.

## Diskografi

### Studioalbum
- 2006: Masterpiece
- 2008: The Royalty
- 2011: Forever
- 2021: Destiny